# Volley Brolo
Il Volley Brolo è una società pallavolistica maschile italiana con sede a Brolo: milita nel campionato di Serie B1.

## Storia
La società del Volley Brolo dopo aver partecipato per diversi anni al campionato di Serie B1 durante i quali ha ottenuto discreti posizionamenti in classifica, sfiora la promozione durante la stagione 2011-12; tuttavia, al seguito della rinuncia di alcune squadre, viene ripescata per partecipare alla Serie A2 2012-13, disputando quindi per la prima volta una competizione professionistica. La società viene esclusa, per inadempienze economiche, dalla Serie A2 2014-15, venendo ammessa a disputare il campionato di Serie B1.

## Rosa 2013-2014
| N° | Nome                   | Ruolo | Data di nascita  | Nazionalità sportiva |
| -- | ---------------------- | ----- | ---------------- | -------------------- |
| 1  | Rudinei Boff           | S     | 23 ottobre 1986  | Brasile              |
| 4  | Matteo Bertoli         | S     | 28 luglio 1988   | Italia               |
| 5  | Nicola Sesto           | C     | 11 maggio 1987   | Italia               |
| 7  | Giorgio Guglielmo      | L     | 1996             | Italia               |
| 8  | Andrea Santangelo      | S     | 19 novembre 1994 | Italia               |
| 9  | Marcel Gromadowski     | S/O   | 19 dicembre 1985 | Polonia              |
| 10 | Marco Visentin         | P     | 10 marzo 1982    | Italia               |
| 11 | Marco Rizzo            | L     | 2 gennaio 1990   | Italia               |
| 12 | Gianluca Nuzzo         | S/O   | 31 marzo 1975    | Italia               |
| 13 | Massimiliano Di Franco | C     | 7 febbraio 1978  | Italia               |
| 14 | Carmelo Muscarà        | C     | 5 gennaio 1988   | Italia               |
| 17 | Simone Riolo           | S     | 25 febbraio 1993 | Italia               |
| 18 | Fiorenzo Colarusso     | P     | 10 maggio 1994   | Italia               |